# El lirio en el valle
El lirio en el valle (Le Lys dans la vallée) es una novela de Honoré de Balzac publicada en 1836 e incorporada a la monumental obra La comedia humana, en 1844, en la parte Escenas de la vida en el campo.

## Argumento
Félix de Vandenesse, miembro de una familia aristocrática, le escribe una larga carta a su amante, la condesa Natalie de Manerville. Le cuenta su infancia infeliz y del gran amor platónico que sintió en la adolescencia por la que considera una mujer ideal: Henriette de Mortsauf, la esposa del conde de Mortsauf. 
La condesa Natalie le responde de manera irónica diciendo que nunca podrá igualar tanta pureza y perfección, de modo que lo mejor es la ruptura definitiva con Félix.